# Liste von Phobien
Diese Liste von Phobien umfasst einerseits phobische Störungen, für die etablierte psychiatrische Fachbegriffe mit Bezug auf bestimmte Objekte oder Situationen existieren, welche ein bestimmtes Krankheitsbild genauer eingrenzen. Andererseits werden die Wortbedeutungen weiterer „Phobien“ genannt, die entweder nicht als eigenständige Störungen anerkannt oder gar nicht krankheitswertig sind, sondern nicht-krankhafte Formen von Abneigung darstellen, jedoch eine ausreichende Verbreitung in populärwissenschaftlichen Quellen oder in der Unterhaltungsliteratur gefunden haben. Im Internet finden sich zahlreiche Sammlungen mit vielen hundert „Phobien“, von denen hier nur solche aufgeführt sind, die eine der genannten Bedingungen erfüllen. Allgemeine Angaben zu Definition und Klassifikation von unterschiedlichen Phobien und Ängsten finden sich im Artikel über Angststörungen. Bei solchen Einträgen, die ICD-codierten Störungen zugeordnet werden können, ist eine Diagnoseklasse in der letzten Spalte angegeben.
Bei der Interpretation ist zu beachten, dass die Erkrankung an einer spezifischen Phobie sowohl die Entwicklung weiterer Phobien des gleichen Subtyps begünstigt als auch die allgemeine Neigung zu Ängstlichkeit steigert, weswegen u. a. der kognitive Verhaltenstherapeut Stefan G. Hofmann darauf hinweist, dass spezifische Phobien keineswegs so „spezifisch“ seien, wie Klassifizierungssysteme wie das DSM nahelegen. Die Psychologen Martin M. Antony, Timothy A. Brown und David H. Barlow bemerkten im Hinblick auf die damals aktuelle Auflage des DSM-IV, ein möglicher Umgang mit den Klassifizierungsschwierigkeiten spezifischer Phobien bestünde darin, diesen Typ gänzlich aufzugeben. Mangels konsistenten Validitätsnachweises wird die ICD-11 auch keine formalen Subtypen spezifischer Phobien enthalten. Bei ihrer Erarbeitung spielte gerade auch der Gedanke eine Rolle, Überspezifizierungen zu vermeiden, die den klinischen Gebrauchswert der Klassifizierung mindern würden, wie sie für das DSM-5 und das ICD-10-Ergänzungswerk DCR-10 typisch sind.
Als „exzessives Beispiel“ für konzeptionelle Unzulänglichkeiten im Duden, dem großen Wörterbuch der deutschen Sprache kritisierte der Germanist Norbert Fries die dortigen Wörterbucheinträge zu Komposita mit -phobie („Dudenphobien“). Neben linguistischen Problemen und teilweise veralteten Definitionen stellte er heraus, die Wortauswahl sei inkonsistent und widerspräche den eigenen Kriterien der Redaktion, wonach Ad-hoc-Bildungen nicht berücksichtigt würden. Zwar umfasse das Wörterbuch 54 Komposita sowie 22 Adjektive auf -phob, doch würden von den lediglich 34 von der WHO benannten Phobien dennoch 16 nicht berücksichtigt.

## A
| Name               | Angst vor                                                                                                | ICD-10 |
| ------------------ | --- | ------ |
| Abortphobie        | Fehlgeburt                                                                                               | F45.2  |
| Achluophobie       | Dunkelheit, auch Nyktophobie                                                                             |        |
| Acrophobie         | siehe Akrophobie                                                                                         |        |
| Aelurophobie       | siehe Ailurophobie                                                                                       | F40.2  |
| Agoraphobie        | (räumlich) weiten Plätzen, Reisen und/oder Menschenansammlungen                                          | F40.0  |
| Aichmophobie       | spitzen oder scharfen Gegenständen (siehe auch Trypanophobie, Spritzen)                                  | F40.2  |
| AIDS-Phobie        | AIDS | F45.2  |
| Ailurophobie       | Katzen                                                                                                   | F40.2  |
| Akarophobie        | Milben, siehe Dermatozoenwahn                                                                            | F40.2  |
| Akrophobie         | Höhe und Tiefe                                                                                           | F40.2  |
| Algophobie         | Schmerzen                                                                                                |        |
| Altersangst        | Altwerden                                                                                                |        |
| Altophobie         | siehe Akrophobie                                                                                         |        |
| Amaxophobie        | Autofahren                                                                                               | F40.2  |
| Androphobie        | Männern (s. a. Misandrie)                                                                                |        |
| Anemophobie        | Wind (charakteristisches Symptom der Tollwut)                                                            |        |
| Anthophobie        | Blumen                                                                                                   |        |
| Anthropophobie     | Menschen und der Gesellschaft                                                                            | F40.1  |
| Apiphobie          | Bienen, bienenartigen Insekten, bspw. Wespen, Hummeln, Bremsen                                           |        |
| Aphephosmophobie   | Berührung, siehe Berührungsangst                                                                         |        |
| Aquaphobie         | spezifische Furcht vor Wasser, auch als Hydrophobie bezeichnet – vgl. aber Hydrophobie (Begriffsklärung) |        |
| Arachnophobie      | Spinnen                                                                                                  | F40.2  |
| Arbeitsplatzphobie | Arbeitsplatz                                                                                             | F40.8  |
| Arztphobie         | Ärzten                                                                                                   | F40.2  |
| Astraphobie        | Furcht vor Blitz und/oder Donner                                                                         |        |
| Atychiphobie       | Fehler zu machen, zu versagen, (negativer) Kritik                                                        |        |
| Autophobie         | alleine u./o. auf sich alleine gestellt zu sein oder Angst vor sich selbst                               |        |
| Automatonophobie   | menschenähnlichen Figuren, als Überbegriff zu Pediophobie                                                |        |
| Aviophobie         | dem Fliegen                                                                                              |        |

## B
| Name                                                       | Angst vor                   | ICD-10 |
| ---------------------------------------------------------- | --------------------------- | ------ |
| Bakteriophobie/Bacteriophobie, Bazillophobie/Bacillophobie | Bakterien, siehe Mysophobie |        |
| Berührungsangst                                            | Körperkontakt               |        |
| Bilderangst                                                | siehe Ikonophobie           |        |
| Bathophobie                                                | Tiefenangst                 |        |

## C
| Name            | Angst vor                              | ICD-10 |
| --------------- | -------------------------------------- | ------ |
| Caino(to)phobie | siehe Neophobie                        |        |
| Cancerophobie   | siehe Karzinophobie                    |        |
| Cherophobie     | Glücklichsein                          |        |
| Chiraptophobie  | siehe Berührungsangst                  |        |
| Cleisiophobie   | siehe Klaustrophobie                   |        |
| Chemophobie     | Chemikalien oder Chemie                |        |
| Chionophobie    | Schnee                                 |        |
| Coitophobie     | Geschlechtsverkehr (auch: Koitophobie) |        |
| Contrectophobie | sexuellem Missbrauch                   |        |
| Coulrophobie    | Clowns                                 |        |

## D
| Name            | Angst vor                                                      | ICD-10 |
| --------------- | -------------------------------------------------------------- | ------ |
| Demophobie      | Menschenmassen und überfüllten Plätzen, siehe auch Agoraphobie |        |
| Dentophobie     | Zahnbehandlung, siehe Zahnbehandlungsphobie                    |        |
| Dysmorphophobie | Entstellung                                                    | F22.8  |

## E
| Name          | Angst vor               | ICD-10 |
| ------------- | ----------------------- | ------ |
| Enochlophobie | In Menschenmengen       | F40.0  |
| Emetophobie   | Erbrechen               | F40.2  |
| Erythrophobie | Erröten                 | F40.2  |
| Ergophobie    | Arbeit oder zu arbeiten |        |

## G
| Name          | Angst vor                                               | ICD-10 |
| ------------- | ------------------------------------------------------- | ------ |
| Gelotophobie  | ausgelacht zu werden                                    |        |
| Gephyrophobie | Brücken                                                 | F40.2  |
| Gerontophobie | Altwerden, Altsein und alte Menschen, siehe Altersangst |        |
| Gymnophobie   | eigener oder fremder Nacktheit                          | F40.2  |
| Gynophobie    | Frauen (s. a. Misogynie)                                | F40.1  |
| Gynäkophobie  | siehe Gynophobie                                        |        |

## H
| Name                          | Angst vor | ICD-10 |
| ----------------------------- | --- | ------ |
| Haematophobie                 | Blut | F40.2  |
| Halitophobie                  | Mundgeruch |        |
| Haphephobie, auch Haptophobie | Berührung, siehe Berührungsangst |        |
| Herpetophobie                 | Eidechsen, Reptilien, kriechende / krabbelnde Tiere – auch reduziert auf Furcht vor Schlangen gebräuchlich                                                        | F40.2  |
| Herzphobie                    | Herzerkrankungen | F45.2  |
| Hoplophobie                   | Feuerwaffen |        |
| Hydrophobie                   | Wasser, Wasser-Trinken (auch: Aquaphobie); auch: nicht mehr übliches Synonym für Tollwut – siehe auch Hydrophobie als wasserabweisende Eigenschaft von Substanzen | A82.9  |

## I
| Name        | Angst vor                                                              | ICD-10 |
| ----------- | ---------------------------------------------------------------------- | ------ |
| Ikonophobie | auch Bilderangst, Furcht vor Bildern oder die Ablehnung von Bildnissen |        |

## K
| Name                               | Angst vor                                       | ICD-10 |
| ---------------------------------- | ----------------------------------------------- | ------ |
| Kardiophobie                       | Herzerkrankungen                                | F45.2  |
| Karzinophobie (auch Kanzerophobie) | Krebs                                           | F45.2  |
| Klaustrophobie                     | engen Räumen                                    | F40.2  |
| Koitophobie                        | dem Geschlechtsverkehr und sexuellen Handlungen |        |
| Kopophobie                         | Müdigkeit                                       |        |
| Kynophobie                         | Hunden                                          | F40.2  |

## L
| Name          | Angst vor                      | ICD-10 |
| ------------- | ------------------------------ | ------ |
| Lachanophobie | Obst und/oder Gemüse           |        |
| Ligyrophobie  | plötzlichen, lauten Geräuschen |        |
| Logophobie    | Sprechen                       |        |
| Lyssophobie   | Tollwut                        |        |

## M
| Name                                                      | Angst vor                                | ICD-10 |
| --------------------------------------------------------- | ---------------------------------------- | ------ |
| Mysophobie (auch: Mikrophobie, Misophobie, Molysmophobie) | Unsauberkeit und Übertragung durch Keime | F40.2  |

## N
| Name        | Angst vor                        | ICD-10 |
| ----------- | -------------------------------- | ------ |
| Nekrophobie | Leichen                          |        |
| Neophobie   | Neuerungen                       |        |
| Nomophobie  | ohne Mobiltelefonkontakt zu sein |        |
| Nosophobie  | krank zu werden                  | F45.2  |
| Nyktophobie | Dunkelheit, auch Achluophobie    |        |

## O
| Name          | Angst vor                                                                                 | ICD-10 |
| ------------- | ----------------------------------------------------------------------------------------- | ------ |
| Ochlophobie   | siehe auch Agoraphobie; Menschenmengen                                                    | F40.0  |
| Ombrophobie   | Regen (auch in der Biologie als Intoleranz von Pflanzen gegenüber längeren Regenperioden) |        |
| Odontophobie  | Zahnbehandlung, siehe Zahnbehandlungsphobie                                               |        |
| Ophidiophobie | Schlangen                                                                                 |        |
| Ornithophobie | Vögeln                                                                                    |        |

## P
| Name                    | Angst vor                        | ICD-10 |
| ----------------------- | -------------------------------- | ------ |
| Parasitophobie          | Parasiten, siehe Dermatozoenwahn | F40.2  |
| Paraskavedekatriaphobie | Freitag, dem 13.                 |        |
| Pediophobie             | Puppen                           |        |
| Phobophobie             | Angst, siehe Angstsensitivität   |        |
| Phonophobie             | (bestimmten) Geräuschen          |        |
| Photophobie             | Licht (auch: Lichtscheu)         | H53.1  |

## R
| Name        | Angst vor                                        | ICD-10 |
| ----------- | ------------------------------------------------ | ------ |
| Radiophobie | Strahlung, Röntgenstrahlen (auch: Strahlenangst) |        |

## S
| Name                                     | Angst vor                                                                             | ICD-10 |
| ---------------------------------------- | ------------------------------------------------------------------------------------- | ------ |
| Schulangst, Schulphobie, Scholionophobie | der Schule, sowohl als Störung, als auch im weiten Sinne von Abneigung                |        |
| Schwangerschaftsphobie                   | Schwangerschaft                                                                       | F45.2  |
| Siderodromophobie                        | Zügen, Zugreisen oder Schienen                                                        |        |
| Sitophobie/Sitiophobie                   | Nahrung                                                                               | F40.2  |
| Soziale Phobie (Soziophobie)             | Gesellschaft oder Menschen im Allgemeinen/negativer Bewertung in sozialen Situationen | F40.1  |
| Spektrophobie                            | eigenem Spiegelbild/Spiegeln im Allgemeinen                                           |        |
| Spritzenangst                            | siehe Trypanophobie                                                                   | F40.2  |

## T
| Name                                  | Angst vor                              | ICD-10 |
| ------------------------------------- | -------------------------------------- | ------ |
| Taphephobie (Taphophobie)             | Friedhöfen/lebendig begraben zu werden |        |
| Technophobie                          | Technologie                            |        |
| Tetraphobie                           | der Zahl Vier\|                        |        |
| Thalassophobie                        | tiefen Gewässern                       |        |
| Thanatophobie                         | dem Tod                                |        |
| Tierphobie                            | auch Zoophobie, Tieren                 | F40.2  |
| Trennungsangststörung bei Erwachsenen |                                        |        |
| Triskaidekaphobie (Tridecaphobie)     | der Zahl Dreizehn                      |        |
| Trypanophobie                         | Spritzen, Injektionen                  | F40.2  |
| Trypophobie                           | Mustern aus Löchern oder Blasen        | F40.2  |

## V
| Name          | Angst vor                           | ICD-10 |
| ------------- | ----------------------------------- | ------ |
| Vaccinophobie | Impfungen, siehe auch Trypanophobie | F40.2  |

## Z
| Name                  | Angst vor                 | ICD-10 |
| --------------------- | ------------------------- | ------ |
| Zahnbehandlungsphobie | Zahnarzt, Zahnbehandlung  |        |
| Zoophobie             | Tieren (auch: Tierphobie) | F40.2  |

## Andere als Phobien bezeichnete Phänomene
Folgende Begriffe beschreiben keine Ängste, sondern andersartige „Ablehnungen“, für die sich im Deutschen eine Bezeichnung mit dem griechischen Wortbestandteil „-phobie“ etabliert hat.

### Ablehnung in der Sozialkultur
- Heterophobie, die Ablehnung von Menschen mit anderen Eigenschaften und/oder Einstellungen
- Homophobie, die Ablehnung von Homosexualität und Menschen, welche ebendiese ausleben
- Xenophobie, die Ablehnung von Fremden
- Transphobie, die Ablehnung von  transgeschlechtlichen Personen

### Ablehnung von Nationen
- Amerikanophobie, Amerikaner
- Arabophobie, Araber
- Armenophobie, Armenier
- Frankophobie, Franzosen
- Germanophobie, Deutsche
- Russophobie, Russen
- Slawophobie, Slawen
- Turkophobie, Türken

### Ablehnung von Religionen
- Islamophobie, Muslimen
- Judeophobie, Juden

### Metaphorischer Gebrauch in den Naturwissenschaften
- Hydrophobie, die Neigung eines Stoffes, sich nicht mit Wasser zu mischen oder zu lösen
- Lipophobie, die Neigung eines Stoffes, sich nicht mit Fetten oder Ölen zu mischen oder zu lösen
- Amphiphobie, die Neigung eines Stoffes, sowohl hydrophob als auch lipophob zu sein